# 36 Capricorni
36 Capricorni (Jin (晉), Tsin, b Capricorni) é uma estrela na direção da Capricornus. Possui uma ascensão reta de 21h 28m 43.32s e uma declinação de −21° 48′ 25.8″. Sua magnitude aparente é igual a 4.50. Considerando sua distância de 179 anos-luz em relação à Terra, sua magnitude absoluta é igual a 0.80. Pertence à classe espectral K0III.